# Aérodrome de Dori
L'aérodrome de Dori est un aéroport d’usage public situé à l’ouest de Dori, chef-lieu du département portant le même nom, dans la province du Séno et dans la région du Sahel au Burkina Faso.